# 10427 Klinkenberg
A 10427 Klinkenberg (ideiglenes jelöléssel 2017 P-L) a Naprendszer kisbolygóövében található aszteroida. Cornelis Johannes van Houten,  Ingrid van Houten-Groeneveld és Tom Gehrels fedezte fel 1960. szeptember 24-én.